# Caesalpinia intermedia
Caesalpinia intermedia là một loài thực vật có hoa trong họ Đậu. Loài này được Urb. miêu tả khoa học đầu tiên.